# 斯普林鎮區 (伊利諾伊州布恩縣)
斯普林鎮區（英語：Spring Township）是位於美國伊利諾伊州布恩縣的一個行政鎮區。

## 地方資料
根據2010年美國人口普查的數據，斯普林鎮區的面積為93.60平方千米，當中陸地面積為93.00平方千米，而水域面積為0.60平方千米。當地共有人口877人，而人口密度為每平方千米9.37人。